# Михеєнко Дмитро Олександрович
Дмитро Олександрович Михеєнко (Михієнко) (1888 — 1937) — український радянський діяч, відповідальний секретар Артемівського окружного комітету КП(б)У. Член ЦК КП(б)У в грудні 1925 — червні 1930 року. Кандидат в члени ЦК КП(б)У в січні 1934 — липні 1937 року. Кандидат у члени Організаційного бюро ЦК КП(б)У в грудні 1925 — листопаді 1927 року.

## Біографія
Працював теслею.
У 1918 році, під час окупації Донбасу німецькими військами, був одним із керівників підпільної організації Дружківки та очолював партизанський загін.
Член РКП(б) з 1918 року.
З травня 1919 року — на підпільній роботі в Донбасі. У 1920 році служив у Червоній армії.
У 1923—1928 роках — відповідальний секретар Бахмутського (Артемівського) окружного комітету КП(б)У на Донбасі.
З березня 1928 року — директор лісокомбінату в місті Запоріжжі.
До липня 1937 року — керуючий Дніпровської енергетичної системи («Дніпроенерго») у місті Запоріжжі.
У липні 1937 року заарештований органами НКВС. Загинув у в'язниці. Посмертно реабілітований.